# Yapská smlouva

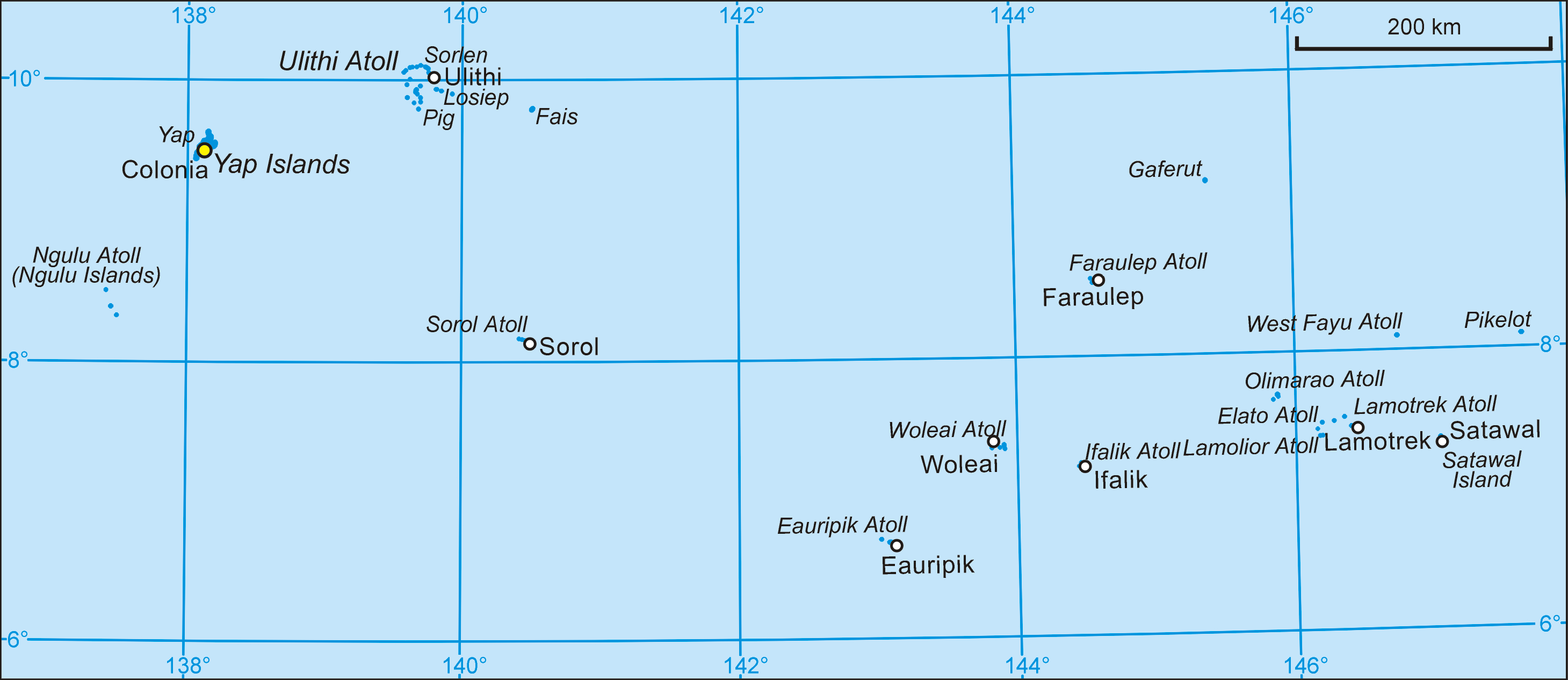
Ostrov Yap.

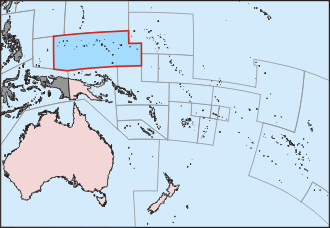
Topografie Federativních států Mikronésie.

Yapská smlouva (anglicky: Yap Treaty) byla bilaterální smlouva mezi Spojenými státy americkými a Japonskem z 11. února 1922 podepsaná ve Washingtonu.

## Obsah a pozadí smlouvy
Po ukončení první světové války byl tichomořský ostrov Yap přidělen pod japonskou správu formou mandátního území Tichomořských ostrovů. Jeho teritoriem probíhaly důležité podmořské telegrafní kabely, které spojovaly Spojené státy s Jihovýchodní Asií.
Yapská smlouva americké straně zaručovala svobodný přístup k telekomunikačním zařízením, nepřipouštěla žádný cenzorský zásah ze strany Japonska, Američanům dovolovala se usídlovat na ostrově a zbavovala japonskou stranu uvalení jakékoliv daně v této otázce.
Spojené státy dále uznávaly výkon japonské mandátní správy nad souostrovím Karolíny, Marshallovými ostrovy a Severními Marianami. Japonská strana recipročně přijala závazek umožnění amerických misií, dodržování vlastnických práv a rozšíření působnosti již existujících americko-japonských obchodních smluv na tato území. Japonsko však nesmělo vytvářet vojenskou infrastrukturu na ostrovech ani je vyzbrojovat. Smlouva také ukládala Japonsku povinnost předkládat Spojeným státům americkým kopii výroční zprávy pro Radu Společnosti národů.  Tento slib však nedodrželo, když zde začalo ve 30. letech budovat své základny. Přesto svůj zájem směřovalo do Číny, se kterou rozpoutalo válečný konflikt.